# Lamprosema albicinctalis
Lamprosema albicinctalis là một loài bướm đêm trong họ Crambidae.